# Национальный мемориал рейсу 93
Мемориал рейсу 93 (англ. Flight 93 National Memorial) — комплекс, открытый на месте крушения рейса 93 компании United Airlines, угнанного во время атак 11 сентября 2001 года. Мемориал, посвященный 40 пассажирам рейса 93, которые помешали террористам, захватившим самолёт, достичь своей цели, расположен в тауншипе Стоникрик, в 3,2 км к северу от Шанксвилла и в 97 км к юго-востоку от Питтсбурга. Временный памятник был открыт вскоре после катастрофы, а постоянный был завершён в 2011 году, к 10 годовщине терактов. Архитекторами стали Пол и Милена Мэрдок.

## Рейс 93
Самолёт этого рейса был одним из четырёх воздушных судов, угнанных 11 сентября 2001 года и единственным, не достигшим своей цели, которым возможно было здание Капитолия в Вашингтоне. Несколько пассажиров и членов команды смогли по телефонам дозвониться до родных и узнать о нападениях на Всемирный торговый центр и Пентагон. В результате пассажиры решили обезвредить угонщиков и взять контроль над воздушным судном. Но самолёт упал в поле, примерно в 240 км к северо-западу от Вашингтона. Все 44 человека, включая четырёх угонщиков, погибли. Место катастрофы находится в 4 км к западу от шоссе 30 и в 2,4 км к югу от Индиан-Лейк.

## Временный мемориал
После катастрофы место крушения было огорожено забором и закрыто для посещения всеми, за исключением семей погибших. Временный мемориал был расположен на склоне холма в 460 метрах от места трагедии. Он включал в себя 40-футовый (в честь 40 пассажиров) забор, на котором все желающие могли оставить цветы, флаги, записки и другие предметы.

## Постоянный мемориал
7 марта 2002 года конгрессмен Джон Мурта внёс законопроект в Палату представителей о создании Национального мемориала, который будет разработан специальной комиссией. 16 апреля 2002 года сенатор Арлен Спектер представил версию «Акта о мемориале рейса 93» в Сенате. 10 сентября 2002 года законопроект был принят обеими палатами Конгресса. Из списка увековеченных имён жертв исключены четыре, принадлежащих угонщикам. К сентябрю 2005 года комиссия должна была направить в Министерство внутренних дел и Конгресс рекомендации по планировке комплекса, его дизайну, строительству и долгосрочному управлению построенным мемориалом.

## Дизайн

### Конкурс
Комиссия решила выбрать окончательный проект мемориала через многоступенчатый конкурс, финансируемый за счёт субсидий от фондов семейства Хайнц и имени Найтов. Конкурс начался 11 сентября 2004 года. Было рассмотрено более 1100 проектов. В феврале 2005 года определились пять финалистов. В состав жюри вошли 15 человек, среди которых были члены семей погибших, общественные деятели, дизайнеры и архитекторы. Победитель был объявлен 7 сентября 2005 года: им стал проект Объятие полумесяца Пола и Милены Мэрдок из Лос-Анджелеса.
Мемориал в форме полумесяца образует круговой путь, на котором посажены красные клёны, образуя таким образом эпицентр места трагедии. За полумесяцем располагается роща из сорока деревьев сахарного клёна и белого дуба. Чёрный сланец стены обозначают край места катастрофы.

### Споры
Такая конструкция вызвала критику со стороны некоторых религиозных групп и онлайн-блогов. Фотокорреспондент блога zombietime написал:
Победивший проект ставит своей целью увековечить память героев и жертв 9/11 с рейса 93 в форме красного полумесяца, который выглядит, случайно или намеренно, как исламский полумесяц. Если рассчитать куда направлен полумесяц, то получается, что он ориентирован в сторону Мекки.
Сами же архитекторы утверждают, что это случайность и не было никакого намерения использовать мусульманские символы. Несколько семей жертв с ними согласны.

### Строительство
Стоимость строительства постоянного мемориала оценивается в 60 млн долларов. По состоянию на март 2011 года 20 млн были пожертвованы частными лицами, 18,5 млн выделил штат Пенсильвания, и 10 млн. Конгресс. Мемориал был открыт 11 сентября 2011 года.